# ジギスムント・フランツ・フォン・エスターライヒ
ジギスムント（またはジークムント）・フランツ・フォン・エスターライヒ＝ティロル（Sigismund(Sigmund) Franz von Österreich-Tirol, 1630年11月27日 - 1665年6月25日）は、オーストリア大公（前方オーストリア大公）。前方オーストリア（Vorderösterreich）とチロルを治めた。大公レオポルト5世とクラウディア・デ・メディチの次男。

## 生涯
グルク教区（ケルンテン）の司教やトレントの司教領主となっていたが、1662年に死去した兄フェルディナント・カール大公に男子がなかったため、その後継者となった。1665年7月3日にプファルツ＝ズルツバッハ公クリスティアン・アウグストの娘ヘートヴィヒと代理結婚式を挙げるが、その3週間後に花嫁と対面しないまま病死した。
ジギスムント・フランツが子供のないまま死去したことにより、オーストリア・ハプスブルク家の分家でレオポルト5世以来続いていた前方オーストリア大公の家系（ハプスブルク＝ティロル家）は断絶し、所領は姪クラウディア・フェリーツィタスの夫でもある神聖ローマ皇帝レオポルト1世が相続した。
| 爵位・家督                    | 爵位・家督                           | 爵位・家督         |
| ----------------------------- | ------------------------------------ | ------------------ |
| 先代 フェルディナント・カール | 前方オーストリア大公 1662年 - 1665年 | 次代 レオポルト1世 |
| 爵位・家督                    |                                      |                    |
| 先代 フェルディナント・カール | チロル伯 1662年 - 1665年             | 次代 レオポルト1世 |